# 第五十七届超级碗
第五十七届超级碗（英語：Super Bowl LVII）于2023年2月12日在美国亞利桑那州格伦代尔的州立農業體育場举行，比赛在美联（AFC）冠军堪萨斯城酋长和国联（NFC）冠军费城老鹰之间进行。两队在还剩5分钟时打成35平，酋长最后推进到达阵区前，以跪地跑表战术将时间耗至仅剩11秒，靠一记27码的近距离任意球绝杀，以38：35的比分赢得比赛，夺得2022年NFL赛季冠军，酋长四分卫帕特里克·马霍姆斯凭借27传21中、182码传球、44码冲球及3次传球达阵的表现当选本次超级碗MVP。

## 比赛场馆
2018年5月，亞利桑那州获得第五十七届超级碗的主办权，场馆定为凤凰城大学体育馆，一并宣布的还有第五十八届超级碗主办权归于新奥尔良。这是凤凰城大都会区第4次主办超级碗，之前分别在凤凰城大学体育馆举办过2次和阳魔体育馆举办过1次。2018年9月，凤凰城大学体育获得新冠名，更名为州立農業體育場。
2021年6月，比赛日期确定为2023年2月12日。
2022年的最后一天，该场馆举办了超级碗前的最后一场赛事——大学橄榄球喜庆碗，之后开始转换为超级碗场馆。球场使用Tahoma 31百慕大草的天然草皮，由当地农场种植，草皮整体可以通过钢轨推出到体育场外面，以接受的充足日照（该体育场本身亦为可伸缩屋顶）。

## 球队

### 堪萨斯城酋长
堪萨斯城酋长以14胜3负的战绩完成常规赛，取得了季后赛美联头号种子。堪萨斯城酋长在季后赛中先后以27-20战胜杰克逊维尔美洲虎、23-20战胜辛辛那提猛虎，晋级超级碗。这是酋长队在最近四年内第三次杀入超级碗。
在该赛季全队共有7名球员入选职业碗。球队教练为安迪·里德，主力四分卫为帕特里克·马霍姆斯。在赛季开始前，明星外接手泰瑞克·希尔被交易走，球队在该赛季的头号接球手为近端锋特拉维斯·凯尔西。

### 费城老鹰
费城老鹰以14胜3负的战绩完成常规赛，取得了季后赛国联头号种子。费城老鹰在季后赛中先后以38-7战胜纽约巨人、31-7战胜旧金山49人，晋级超级碗。
在该赛季全队共有8名球员入选职业碗，为所有球队最多。球队教练为尼克·希里亚尼，主力四分卫为杰伦·赫茨，主力接球手为A. J. 布朗和德冯塔·史密斯，头号跑卫为迈尔斯·桑德斯。

## 赛事
| 球队         | 第1节 | 第2节 | 第3节 | 第4节 | 总分 |
| ------------ | ----- | ----- | ----- | ----- | ---- |
| 堪萨斯城酋长 | 7     | 7     | 7     | 17    | 38   |
| 费城老鹰     | 7     | 17    | 3     | 8     | 35   |

比赛于2023年2月12日当地时间4:30 p.m.（UTC-7）开球。由曾执法过第五十一届和第五十五届超级碗的卡尔·切弗斯担任主裁判。来自NFC的费城老鹰被定为主队，可以先选球衣；来自AFC的堪萨斯城酋长被定为客队，可以选择开场掷硬币。老鹰队身穿绿衣白裤的主场搭配，酋长队身穿白衣红裤的客场搭配。

### 上半场
第1节剩10分钟，老鹰距达阵区不到1码，四分卫赫茨自己持球拱入达阵区，拔得头筹，老鹰以7-0开局。第1节剩7分钟，酋长距达阵区18码，四分卫马霍姆斯传球连线近端锋特拉维斯·凯尔西，完成达阵追平比分。第1节剩2分钟，酋长队42码任意球击中左门柱弹出，未能得分。
紧接着的第2节，老鹰几乎掌控了比赛，在全节15分钟的时间内，老鹰持球时间长达12分钟。本节刚一开场，赫茨即向左侧外接手A. J. 布朗抛出超远长传，完成45码的接球达阵，老鹰以14-7领先。第2节剩10分钟，赫茨失误掉球，酋长线卫尼克·博尔顿捡起掉球完成36码的回攻达阵，酋长再度扳平比分14-14。第2节剩5分钟，赫茨选择自己冲球，完成4档5码的强打。第2节剩2分钟，赫茨4码冲球达阵，老鹰以21-14再次超出比分。第2节剩1分半，酋长四分卫马霍姆斯疑似受伤，一瘸一拐地走下场。第2节最后，老鹰推进到仅剩17码，以一记任意球将比分扩大到24-14，以10分的优势结束上半场。

### 下半场
下半场马霍姆斯继续上场。第3节剩下9分30秒，酋长跑卫伊赛亚·帕切科完成1码冲球达阵，酋长比分追至21-24。第3节剩6分钟，赫茨向右侧边线的达拉斯·哥德特传球，完成3档转换，酋长教练针对哥德特是否接球成功向裁判发起挑战，裁判维持原判，酋长因此损失一次暂停机会。第3节尾声，老鹰射入33码的任意球，将领先优势略微扩大至6分。
第4节剩12分钟，马霍姆斯在达阵区前找到无人盯防的外接手卡达瑞斯·托尼，传球连线完成达阵，酋长首度反超比分为28-27。第4节剩10分半钟，老鹰进行四档弃踢，卡达瑞斯·托尼接球直接回攻65码，在距离达阵区仅剩5码处才被拦下，65码也刷新了超级碗最远弃踢回攻距离记录。随后，马霍姆斯传球连线外接手斯凯·摩尔，完成4码的接球达阵，酋长以35-27领先老鹰。第4节剩5分15秒，赫茨自己持球拱入达阵区，随即又自己冲球完成两分转换，老鹰追平比分至35-35。
比赛进入最后两分钟，马霍姆斯面对三档8码，试图传给左侧的朱朱·史密斯-舒斯特未能成功，但这档进攻被裁判判为防守方拉人犯规（holding）在先，老鹰被罚5码同时酋长自动获得首攻。剩1分42秒，酋长跑卫杰里克·麦金农面对本可达阵的机会，特意选择在2码线滑铲倒地，老鹰被迫用掉最后一个暂停来停表。接着酋长利用四分卫跪地不停表的战术，将全场时间耗至仅剩11秒，最后在第4档由哈里森·巴特克射入27码的任意球，比分变为酋长38-老鹰35，此时仅留给老鹰8秒时间。赫茨最后一掷万福玛丽亚长传距离不够，未能得分。最终酋长以38-35的比分战胜老鹰，夺得冠军。

## 表演

### 赛前
2023年1月24日，美国乡村音乐歌手克里斯·特普爾頓被选为国歌演唱者。赛前表演还包括雪莉·李·拉尔夫演唱《眾生揚聲歌頌》、娃娃臉演唱《美丽的阿美利加》，这三首歌曲都将被现场翻译为美國手語。
在升旗仪式尾声进行的空中分列首次由全女性飞行员驾驶，由美国海军飞行员分别驾驶2架F/A-18F超級大黃蜂戰鬥機、1架F-35C閃電II戰鬥機和1架EA-18G咆哮者電子作戰機，以菱形编队飞越体育场。

### 中场
2022年9月，NFL选定Apple Music作为中场表演（Halftime Show）的新赞助商，取代了过去连续10个赛季的赞助商百事可乐。同月，歌手蕾哈娜宣布将参加本届超级碗的中场表演，她之前曾于2018年和2019年两度拒绝超级碗中场表演，以声援科林·卡佩尼克。
在中场表演中，蕾哈娜身着红色服装，演唱的歌曲包括：《Bitch Better Have My Money》、《你去哪了》、《萬中選一》、《找到愛》、《坏孩子》、《加把劲》、《Wild Thoughts》、《Pour It Up》、《All of the Lights》、《Run This Town》、《Umbrella》、《璀鑽》。

## 特殊记录
- 该场赛事为超级碗史上首次出现两队首发四分卫皆为非裔美国人：帕特里克·马霍姆斯（堪萨斯城）和杰伦·赫茨（费城）。[34]
- 该场赛事为超级碗史上首次出现兄弟球员对决：弟弟特拉维斯·凯尔西（堪萨斯城近端锋）和哥哥杰森·凯尔西（英语：Jason Kelce）（费城中鋒）。[35][36]

## 广告营销
本届超级碗30秒广告的平均售价在600万至700万美元区间，部分30秒广告售价超过700万美元，所有广告已于2023年1月底售罄。投放的广告包括：
- 安海斯-布希（包括旗下的Bud Light、Michelob Ultra和Busch Light）
- 樂天（艾莉西亞·席薇史東和埃莉萨·多诺万（英语：Elisa Donovan）出镜）
- DraftKings（英语：DraftKings）（凯文·哈特出镜）
- 人头马（塞雷娜·威廉姆斯出镜）
- E-Trade
- Avocados from Mexico（安娜·法瑞絲出镜）
- 多力多滋（傑克·哈洛出镜）
- 当妮（丹尼·麥布萊出镜）
- M&M's（玛雅·鲁道夫出镜）
- 喜力联合《蟻人與黃蜂女：量子狂熱》
- WeatherTech（英语：WeatherTech）
- Uber One
- 品客（梅根·崔娜出镜）
- Molson Coors（英语：Molson Coors）
- 通用汽车联合Netflix（包括《怪奇物語》、《柏捷頓家族：名門韻事》、《魷魚遊戲》等）
- TurboTax

- PopCorners（亚伦·保尔和布莱恩·科兰斯顿出镜）
- Crown Royal（戴夫·格羅爾出镜）
- FanDuel（英语：FanDuel）（罗布·格隆考夫斯基出镜）
- Hellmann’s（英语：Hellmann’s）（喬·漢姆和布丽·拉尔森出镜）
- Planters（英语：Planters）（杰夫·鲁斯（英语：Jeff Ross）出镜）
- Workday（比利·爱多尔、瓊·傑特和奥齐·奥斯本出镜）
- 缤客（梅丽莎·麦卡西出镜）
- 斯凯奇（史努比狗狗出镜）
- Samuel Adams（凯文·加内特出镜）
- 百事可樂（史提夫·馬丁和班·史提勒出镜）
- 百威（凯文·贝肯出镜）
- 《史泰龙一家》真人秀
- 起亚
- Tubi（英语：Tubi）
- 《閃電俠》電影